# Комаров, Борис Георгиевич
Бори́с Гео́ргиевич Комаро́в (1925, с. Долгоруково — 1945, близ посёлка Вуден, Третий рейх) — советский военнослужащий, полный кавалер ордена Славы, гвардии красноармеец. Участник Великой Отечественной войны.
В ряды Рабоче-крестьянской Красной Армии призван в ноябре 1942 года. В боях с немецко-фашистскими захватчиками с февраля 1943 года. Воевал на Юго-Западном, 3-м Украинском и 1-м Белорусском фронтах, участвовал в боях в Донбассе, освобождал Правобережную Украину, Волынь и Польшу, сражался на территории Германии. За доблесть и мужество, проявленные в боях на Магнушевском и Кюстринском плацдармах, снайпер 266-го гвардейского стрелкового полка 88-й гвардейской стрелковой дивизии гвардии красноармеец Б. Г. Комаров был награждён орденами Славы III и II степеней. 16 апреля 1945 года при прорыве обороны противника на западном берегу реки Одер в районе населённого пункта Подельциг своими геройскими действиями обеспечил продвижение вперёд стрелкового подразделения. Был тяжело ранен и в тот же день от полученных ранений скончался.
Указом Президиума Верховного Совета СССР от 15 мая 1946 года награждён орденом Славы I степени посмертно.
Похоронен на территории Германии.

## Биография

### До призыва на военную службу
Борис Георгиевич Комаров родился 6 марта 1925 года в селе Долгоруково Нижнеломовского уезда Пензенской губернии РСФСР СССР (ныне село Мокшанского района Пензенской области Российской Федерации). Русский. В раннем детстве с родителями переехал на Урал, в город Невьянск. Окончил семилетнюю школу. До призыва на военную службу работал в Быньговском совхозе (село Быньги Невьянского района Свердловской области).

### На фронтах Великой Отечественной войны
В ряды Рабоче-крестьянской Красной Армии Б. Г. Комаров был призван Невьянским районным военкоматом в ноябре 1942 года. После краткосрочного курса военной подготовки его направили под Сталинград. Боевой путь красноармеец Комаров начал автоматчиком на Юго-Западном фронте в феврале 1943 года. Участвовал в операции «Скачок». 19 февраля был тяжело ранен, некоторое время лечился в госпитале. После возвращения в строй был зачислен рядовым бойцом в 266-й гвардейский стрелковый полк 88-й гвардейской стрелковой дивизии. Сражаясь на 3-м Украинском фронте, принимал участие в освобождении Правобережной Украины. После выхода к низовьям Днестра дивизия в составе 8-й гвардейской армии была переброшена под Ковель, на 1-й Белорусский фронт. Летом 1944 года в ходе Люблин-Брестской операции стратегического плана «Багратион» передовые части армии вышли к Висле южнее Варшавы и захватили плацдарм на левом берегу реки у села Магнушев (Magnuszew). Здесь, в южном секторе обороны плацдарма, снайпер Борис Комаров впервые продемонстрировал своё воинское мастерство.

### Орден Славы III степени
После ожесточённых боёв к началу сентября 1944 года Магнушевский плацдарм был прочно закреплён советскими войсками. «Чтобы беречь силы и на высоком уровне держать боевую готовность войск, — вспоминал командарм В. И. Чуйков, — мы периодически меняли части на переднем крае. Первая такая смена была произведена в ночь на 9 сентября. В первом эшелоне оставались четыре дивизии из девяти, остальные отводились во второй эшелон, где они доукомплектовывались, занимались боевой подготовкой и отдыхали». Пока 88-я гвардейская дивизия находилась в армейском резерве, гвардии красноармеец Б. Г. Комаров освоил воинскую специальность снайпера. К середине октября гвардейцы генерал-майора Б. Н. Панкова вернулись на передовую. 266-й гвардейский стрелковый полк занял позиции в районе населённого пункта Цецылювка (Cecylówka Głowaczowska, ныне Козеницкий повят, Мазовецкое воеводство, Польша).
Немцы не предпринимали активных наступательных действий, но интенсивно обстреливали позиции советских войск из всех видов оружия. По всей линии соприкосновения шла активная снайперская война. Обе стороны вели себя на передовой крайне осторожно, и пополнить снайперский счёт даже опытным стрелкам было непросто. Но гвардеец Комаров уже во время своей первой «охоты» 15 октября 1944 года сумел уничтожить двух вражеских солдат. В последующие дни, совершенствуя снайперскую тактику и мастерство маскировки, он продолжал уничтожать живую силу неприятеля и к 29 ноября довёл свой лицевой счёт до 11. За высокое воинское мастерство, проявленную в боях доблесть и нанесённый урон врагу приказом от 12 декабря 1944 года снайпер 2-го стрелкового батальона 266-го гвардейского стрелкового полка Борис Комаров был награждён орденом Славы 3-й степени.

### Орден Славы II степени
С Магнушевского плацдарма 14 января 1945 года войска 1-го Белорусского фронта перешли в наступление в рамках Варшавско-Познанской операции. Вновь сменив снайперскую винтовку на автомат, гвардии красноармеец Б. Г. Комаров прошёл с боями через всю Польшу от Вислы до границ Германии. В начале февраля передовые части 8-й гвардейской армии захватили плацдарм на левом берегу Одера южнее города Кюстрин. Начались упорные бои за его удержание и расширение. 266-й гвардейский стрелковый полк, отражая яростные контратаки врага, вёл наступление на северную окраину населённого пункта Вуден (Wuhden). Немцы, прочно укрепившись на высоте 76,0 к северу от посёлка, оказывали советским войскам в этом районе упорное сопротивление и мощными контрударами пытались отбросить их за Одер. 7 февраля, когда в ходе боя возникла непродолжительная пауза, Борис Комаров, взяв снайперскую винтовку, выдвинулся вперёд боевых порядков своей пехоты и занял хорошо замаскированную огневую позицию. Как только немцы пошли в очередную контратаку, он точными выстрелами уложил четырёх вражеских офицеров, чем спутал планы немецкого командования. Воспользовавшись замешательством в стане врага, 2-й стрелковый батальон устремился в атаку. Вместе со своей пехотой снайпер ворвался на высоту и в ожесточённой рукопашной схватке лично истребил трёх солдат неприятеля. При штурме отметки 76,0 Комаров был серьёзно ранен и эвакуирован в госпиталь. За отличие в бою приказом от 31 марта 1945 года он был награждён орденом Славы 2-й степени.

### Орден Славы I степени
После излечения Б. Г. Комаров вернулся в свою часть. 88-я гвардейская стрелковая дивизия в это время вела бои в том же районе, лишь незначительно продвинувшись вперёд. В рамках Берлинской операции ей предстояло уничтожить противника в районе Ной-Подельциг, Альт-Подельциг и, прикрывая левый фланг 28-го гвардейского стрелкового корпуса и 8-й гвардейской армии в целом, развить наступление на Либбенихен (Libbenichen).
16 апреля 1945 года в назначенное время «Ч» началась артиллерийская подготовка. Как только советские артиллеристы перенесли огонь вглубь немецкой обороны, гвардейцы Панкова устремились в атаку. В зоне наступления 2-го стрелкового батальона 266-го гвардейского стрелкового полка находился небольшой, но сильно укреплённый фольварк. Противник опоясал его траншеями полного профиля, а в каменных строениях господского двора оборудовал огневые точки. До переднего края неприятеля было всего 300 метров, но это расстояние гвардейцам нужно было покрыть менее чем за полминуты, пока немцы, прятавшиеся от артиллерийского огня, не вернулись на свои места. Одним из первых немецких укреплений достиг гвардии красноармеец Б. Г. Комаров. Спрыгнув в траншею, он увидел как рядом, всего в нескольких метрах, занимают огневую позицию немецкие пулемётчики. Точным броском гранаты он уничтожил пулемёт вместе с расчётом, чем спас жизни многим боевым товарищам.
Бой в траншеях был жестокий, но короткий. Не выдержав натиска советских солдат, немцы стали бросать оружие и сдаваться. Комаров лично разоружил и взял в плен трёх солдат вермахта. Отконвоировав их на сборный пункт пленных, который оборудовали в просторном немецком блиндаже, он вернулся в гущу боя, который шёл уже непосредственно в помещичьей усадьбе. Засев на чердаке дома, немецкий пулемётчик шквальным огнём не давал гвардейцам поднять головы. Подавить огневую точку вызвался Борис Комаров. Пригодились трофейные гранаты на длинных деревянных ручках, которые он подобрал по дороге. Метнув несколько снарядов в чердачный проём, он заставил замолчать пулемёт врага.
Бой продолжался, но Борис Комаров не увидел его итогов. Тяжело раненого, его доставили в полковую медсанчасть, стоявшую близ посёлка Вуден, но медики не смогли спасти ему жизнь. В тот же день Комаров от полученных ранений скончался. Первоначально его похоронили в двух километрах к югу от Вудена. В 1947 году останки гвардейца были перезахоронены на мемориальном кладбище немецкого посёлка Райтвайн (ныне район Меркиш-Одерланд, земля Бранденбург).
Указом Президиума Верховного Совета СССР от 15 мая 1946 года за образцовое выполнение боевых заданий командования на фронте борьбы с немецкими захватчиками и проявленные при этом доблесть и мужество гвардии красноармеец Борис Георгиевич Комаров был посмертно награждён орденом Славы 1-й степени.

## Награды
- Орден Славы 1-й степени (15.05.1946);
- орден Славы 2-й степени (31.03.1945);
- орден Славы 3-й степени (12.12.1944).

## Документы
- Общедоступный электронный банк документов «Подвиг Народа в Великой Отечественной войне 1941—1945 гг.» Дата обращения: 17 мая 2015. Архивировано из оригинала 13 марта 2012 года.

Орден Славы 2-й степени.
Орден Славы 3-й степени.
- Обобщённый банк данных «Мемориал». Дата обращения: 21 августа 2016. Архивировано из оригинала 10 мая 2012 года.

Информация из списка безвозвратных потерь 88-й гвардейской стрелковой дивизии за период с 14 апреля по 29 апреля 1945 года.